# 223
El 223 (CCXXIII) fou un any comú començat en dimecres del calendari julià.

## Esdeveniments
- El Wu Oriental venç Cao Wei en la batalla de Dongkou.[1][2]

## Naixements
- Xi Kang, escriptor

## Defuncions
- Liu Bei, senyor de la guerra i emperador de la Xina.[3]

## Referènciees
1. ↑  (先主病篤，託孤於丞相亮，尚書令李嚴為副。夏四月癸巳，先主殂于永安宮，時年六十三。) Sanguozhi vol. 32.
2. ↑  (備尋病亡，子禪襲位，諸葛亮秉政，與權連和。) Sanguozhi vol. 58.
3. ↑  de Crespigny, Rafe. A biographical dictionary of Later Han to the Three Kingdoms (23–220 AD).  Brill, 2007, p. 478. ISBN 978-90-04-15605-0.